# بريت دالاس
بريت دالاس (بالإنجليزية: Brett Dallas)‏ هو لاعب دوري الرغبي أسترالي، ولد في 18 أكتوبر 1974 في ماكاي في أستراليا.